# Andrew Roachford
Andrew Roachford MBE (Londres, Inglaterra, 22 de enero de 1965) es un cantautor británico y la fuerza principal detrás de la banda Roachford, que obtuvo su primer éxito en 1989 con los éxitos "Cuddly Toy" y "Family Man". También ha tenido una exitosa carrera en solitario.
Fue nombrado Miembro de la Orden del Imperio Británico (MBE) en los Honores de Cumpleaños de 2019 por sus servicios a la música.

## Primeros años y carrera
Andrew Roachford nació en Londres, Inglaterra. La banda del mismo nombre se formó en 1987, con Andrew Roachford (voz, teclados, percusión), Chris Taylor (batería), Hawi Gondwe (guitarras) y Derrick Taylor (bajo). En 1988, la banda estaba de gira, apoyando a actos como Terence Trent D'Arby y The Christians. Poco después, se firmó un contrato de grabación de siete álbumes con Columbia Records. Continuaron teniendo una serie de éxitos a lo largo de la década de 1990, convirtiéndose en el acto con mayores ventas de Columbia en el Reino Unido durante diez años.
Roachford lanzó su primer álbum en solitario, Heart of the Matter, en 2003. Su siguiente álbum, Word of Mouth, fue lanzado en junio de 2005 bajo el nombre de la banda Roachford. En 2010, Roachford se unió a Mike + The Mechanics junto con Tim Howar. Al año siguiente, se lanzó el álbum The Road con Roachford y Howar como vocalistas principales, así como el álbum de 2017 Let Me Fly.
Roachford colaboró con Beverley Knight en un álbum conjunto Twice In a Lifetime, que se lanzó en septiembre de 2020. Se ubicó en el puesto 31 en la lista de álbumes del Reino Unido. Este fue el primer álbum de Roachford que se ubicó en el top 40 después de una ausencia de 23 años, la última vez en 1997 con Feel.